# Adrian Kurek
Adrian Kurek (29 de março de 1988) é um ciclista profissional polaco que corre atualmente na equipa Mazowsze-Serce.

## Palmarés
2011 (como amador)
- 1 etapa do Tour de Gironde

2014
- 1 etapa do Tour da Estónia

2015
- 1 etapa do Podlasie Tour
- 1 etapa do Tour de Malopolska

2017
- Campeonato da Polónia em Estrada

## Equipas
- Utensilnord (2012)
- CCC (2013-2018)
  - CCC Polsat Polkowice (2013-2014)
  - CCC Sprandi Polkowice (2015-2018)
- Team Hurom[2] (2019)
- Mazowsze-Serce[3] (2020)